# Edmondo Ballotta
Edmondo Ballotta (ur. 5 marca 1930) – włoski lekkoatleta, tyczkarz.
W 1954 trzykrotnie poprawiał rekord kraju w skoku o tyczce (4,20; 4,21 oraz 4,26), dwa lata później wyrównał rekord Włoch rezultatem 4,35 m.
Jego żona – Elivia Ricci-Ballotta także była rekordzistką Włoch (w pchnięciu kulą oraz rzucie dyskiem), ich córka – Laura uprawiała skok o tyczce.

## Osiągnięcia
| Rok  | Impreza                                           | Miejsce       | Lokata      | Wynik |
| ---- | ------------------------------------------------- | ------------- | ----------- | ----- |
| 1954 | Mistrzostwa Europy                                | Berno         | 12. miejsce | 4,10  |
| 1955 | Letni uniwersytecki międzynarodowy tydzień sportu | San Sebastián | 1. miejsce  | 3,80  |
| 1958 | Mistrzostwa Europy                                | Sztokholm     | 13. miejsce | 4,20  |